# Skymark Airlines
Skymark Airlines är ett japanskt lågprisflygbolag som trafikerar Japans inrikesmarknad med omkring 65 flighter på 21 inrikesrutter. Bolaget har sitt huvudkontor på Haneda Airport i Tokyo.

## Airbus A380
Skymark Airlines lade 2011 order på 6 stycken Airbus A380.
Skymarks Airbus A380 kommer med 394 sittplatser ha förre sittplatser och mer utrymme än någon tidigare konfiguration av A380. Man planerar 280 premium platser på nedre däck och 114 businessplatser på det övre.

## Flotta
Not. Skymark har tidigare flugit även med Boeing 767 men dessa fasades ut 2009.

## Bilder

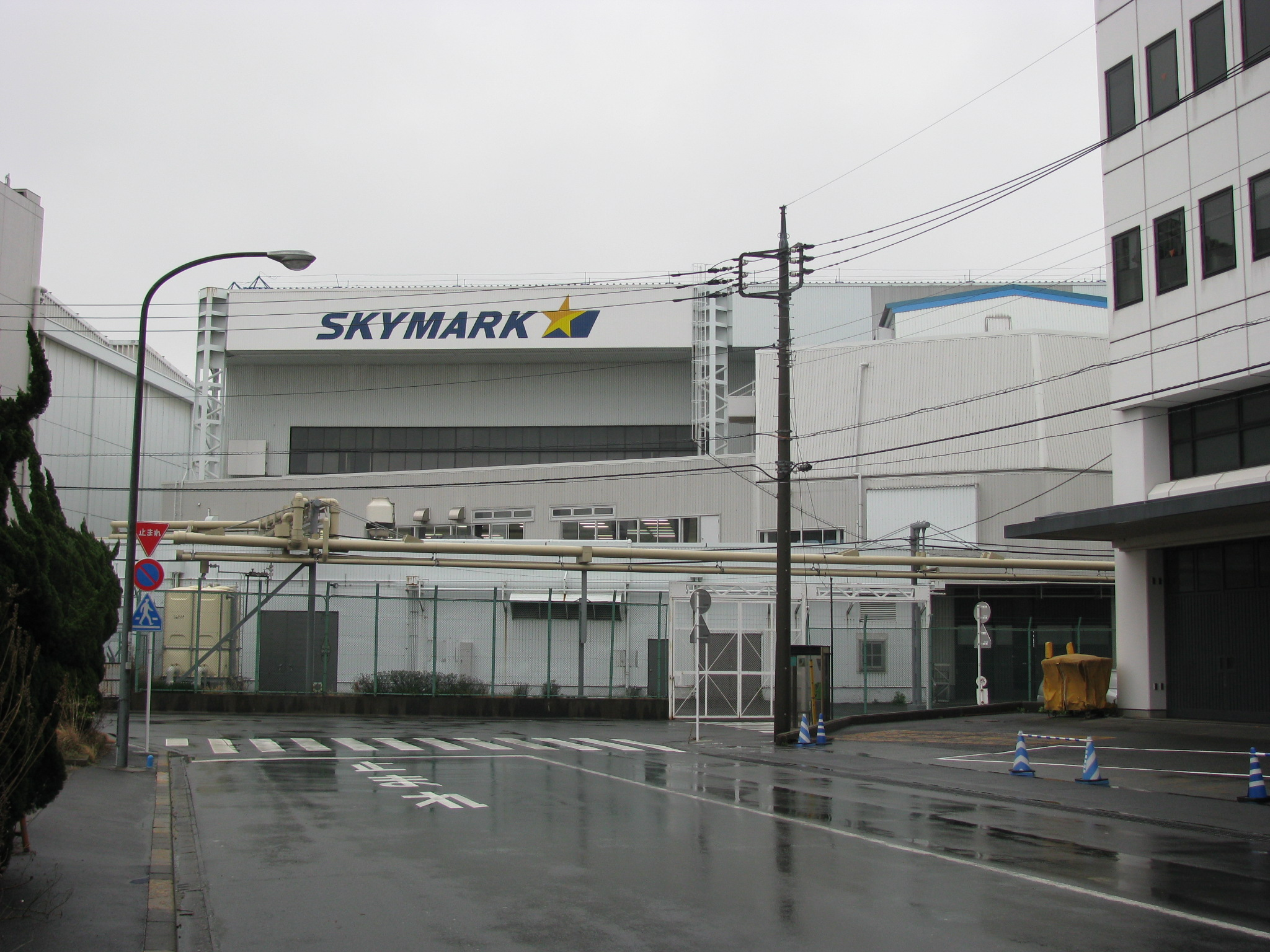
Skymark Airlines huvudkontor.
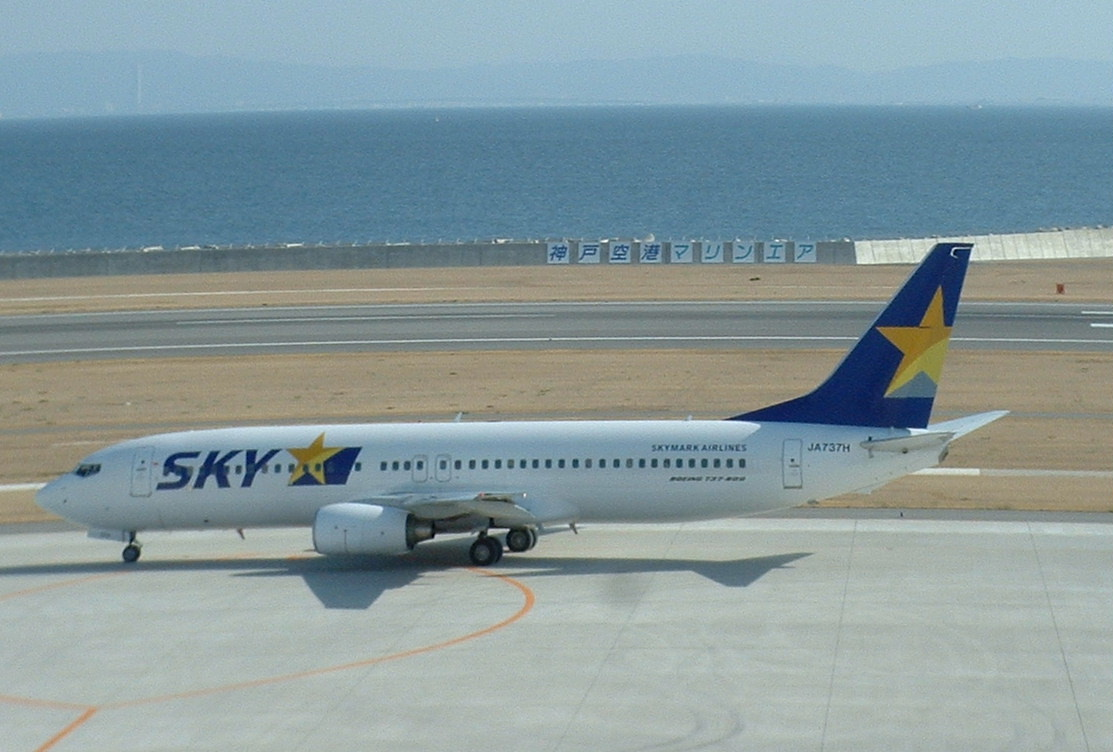
En Boeing 737 på Kobes flygplats.
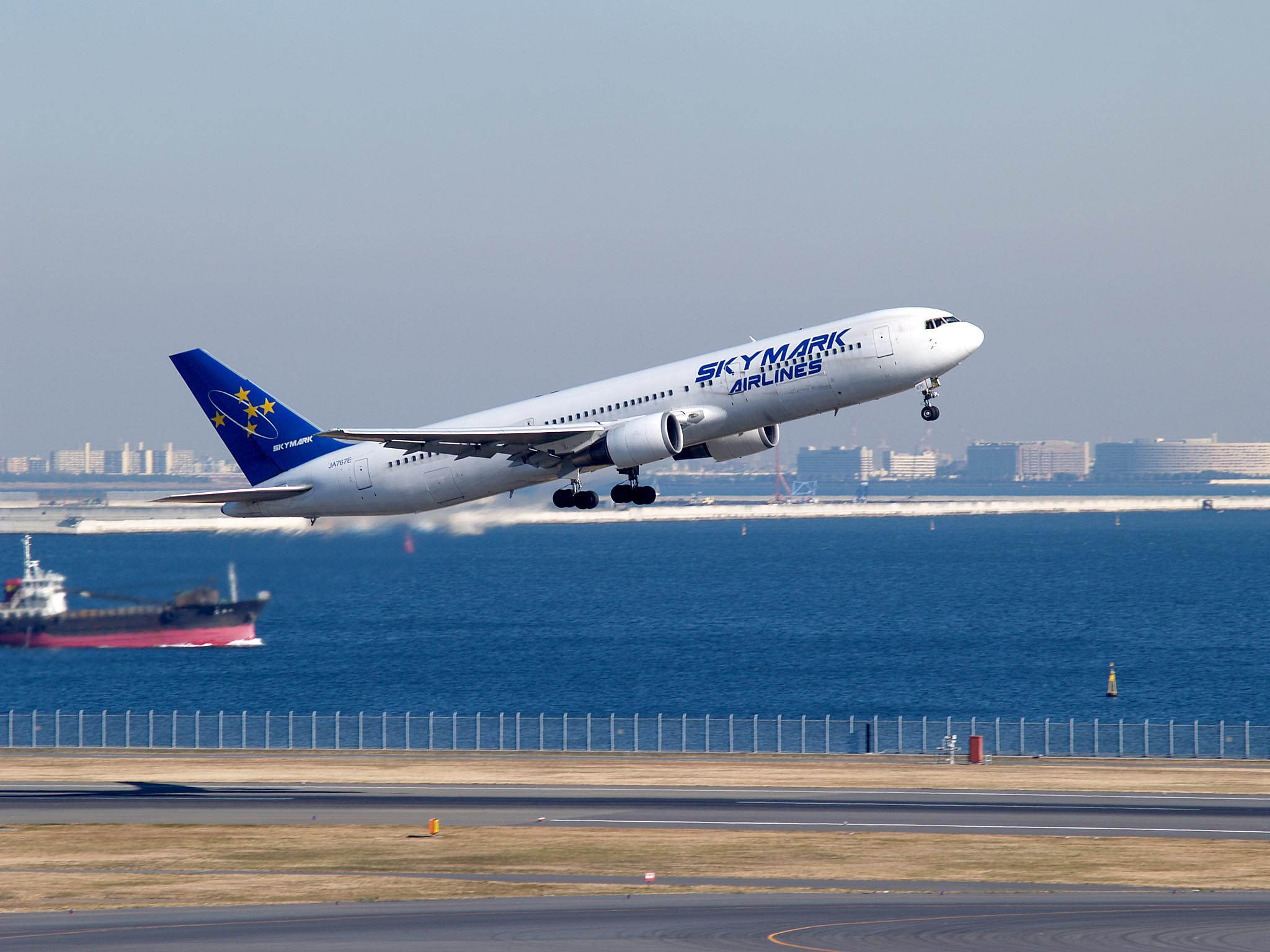
En Boeing 767 på Tokyos flygplats.
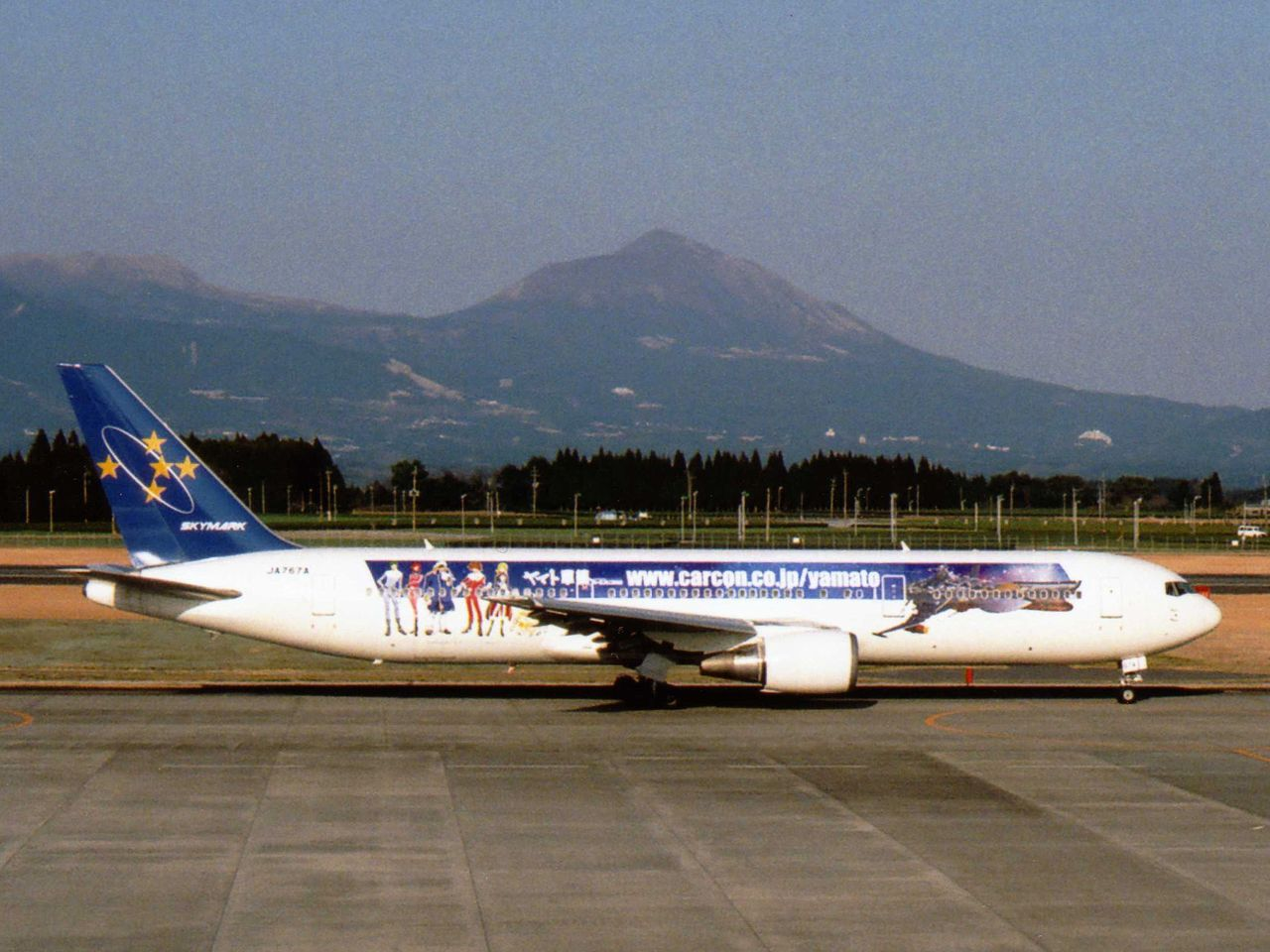
En Boeing 767 på flygplatsen i Kagoshima.